# Drosophila simulivora
Drosophila simulivora är en tvåvingeart som beskrevs av Léonidas Tsacas och Ronald Henry Lambert Disney 1974. Drosophila simulivora ingår i släktet Drosophila och familjen daggflugor.
Artens utbredningsområde är Kamerun.